# Enterro de jogos eletrônicos da Atari

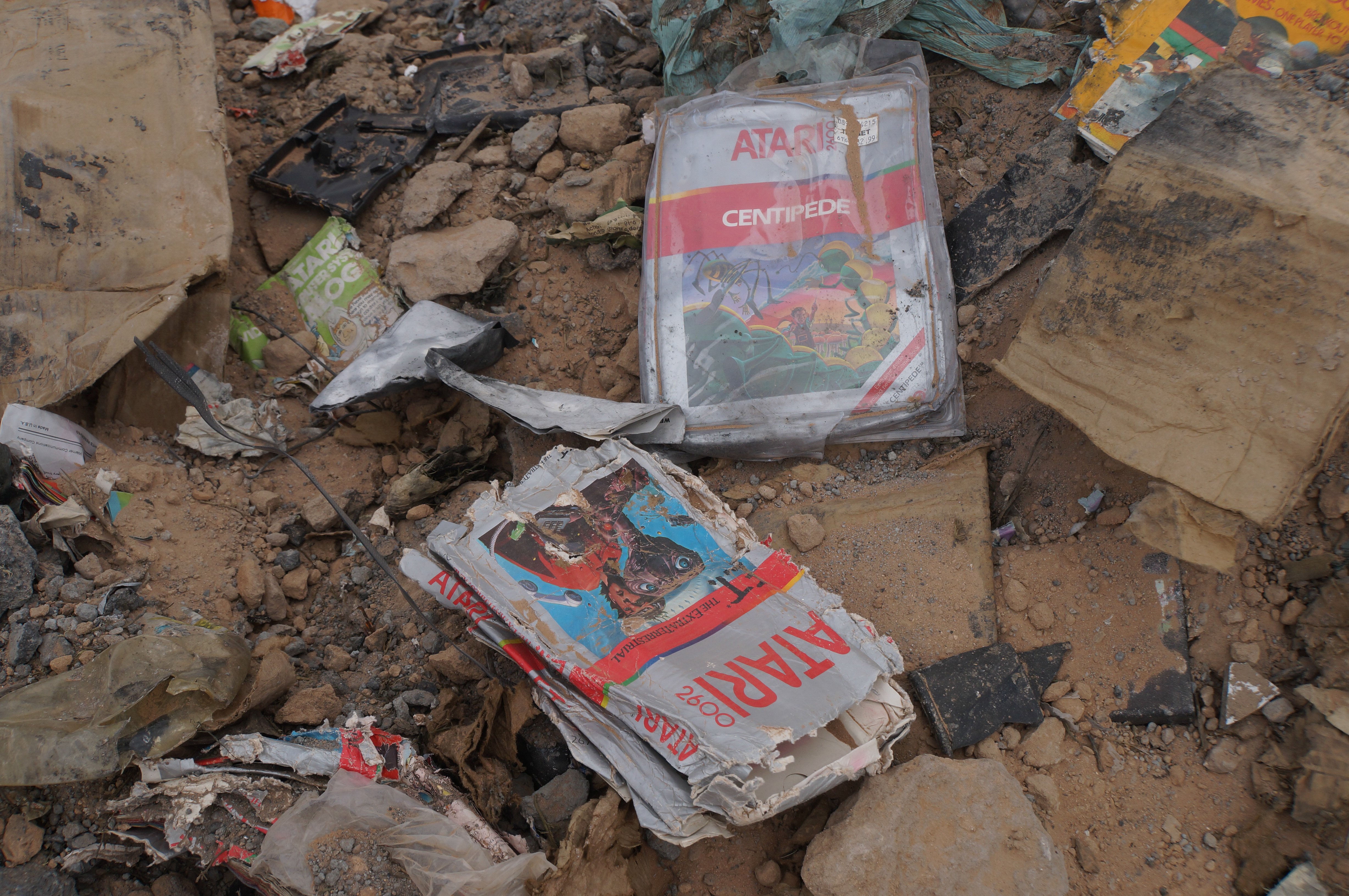
Cópias de E.T. e Centipede dentre os destroços

O enterro de jogos eletrônicos da Atari foi o sepultamento em massa de consoles, computadores e cartuchos de jogos eletrônicos realizado pela empresa norte-americana Atari, Inc. em um aterro no Novo México (EUA) em 1983. Acredita-se que o material descartado compreenda milhões de cópias de E.T. the Extra-Terrestrial, jogo classificado como um dos maiores fracassos da indústria e frequentemente citado como um dos piores já lançados, além do portátil para Atari 2600 de Pac-Man, que foi um sucesso comercial mas acabou rechaçado pela crítica.
Desde que o enterro foi divulgado pela imprensa há dúvidas acerca de sua veracidade e extensão, o que levou alguns a considerá-lo uma lenda urbana. O evento, no entanto, tornou-se um ícone cultural, marco do crache norte-americano dos jogos eletrônicos de 1983 e resultado de um desastroso ano fiscal que terminou com a venda da Atari por seus proprietários.

## Contexto

### Dificuldades financeiras
A Atari, Inc. havia sido comprada pela Warner Communications em 1976 por 28 milhões de dólares, e viu seu valor crescer para 2 bilhões em 1982. Na época a empresa respondia por 80% do mercado de jogos eletrônicos, sendo responsável por mais da metade dos lucros de sua companhia proprietária, retendo cerca de 65 a 70% de sua margem operacional. No último trimestre de 1982, esperava-se que seu crescimento no ano seguinte ficasse na zona dos 50%. Em 7 de dezembro de 1982, todavia, a empresa divulgou que ao invés do número esperado, seus lucros haviam aumentado apenas de 10 a 15%. No dia seguinte, o valor das ações da Warner Communications despencou um terço, e o trimestre encerrou com os lucros da Warner numa queda de 56%. Além disso o CEO da Atari, Ray Kassar, acabou acusado pela prática de insider trading após vender aproximadamente cinco mil ações da Warner menos de meia hora antes de anunciar que os lucros da Atari haviam ficado abaixo do esperado. Ele terminou absolvido, mas foi forçado a resignar de seu cargo em julho de 1983. A Atari acabaria aquele ano com um prejuízo de 536 milhões de dólares, sendo vendida pela Warner Communications em 1984.

### Títulos problemáticos

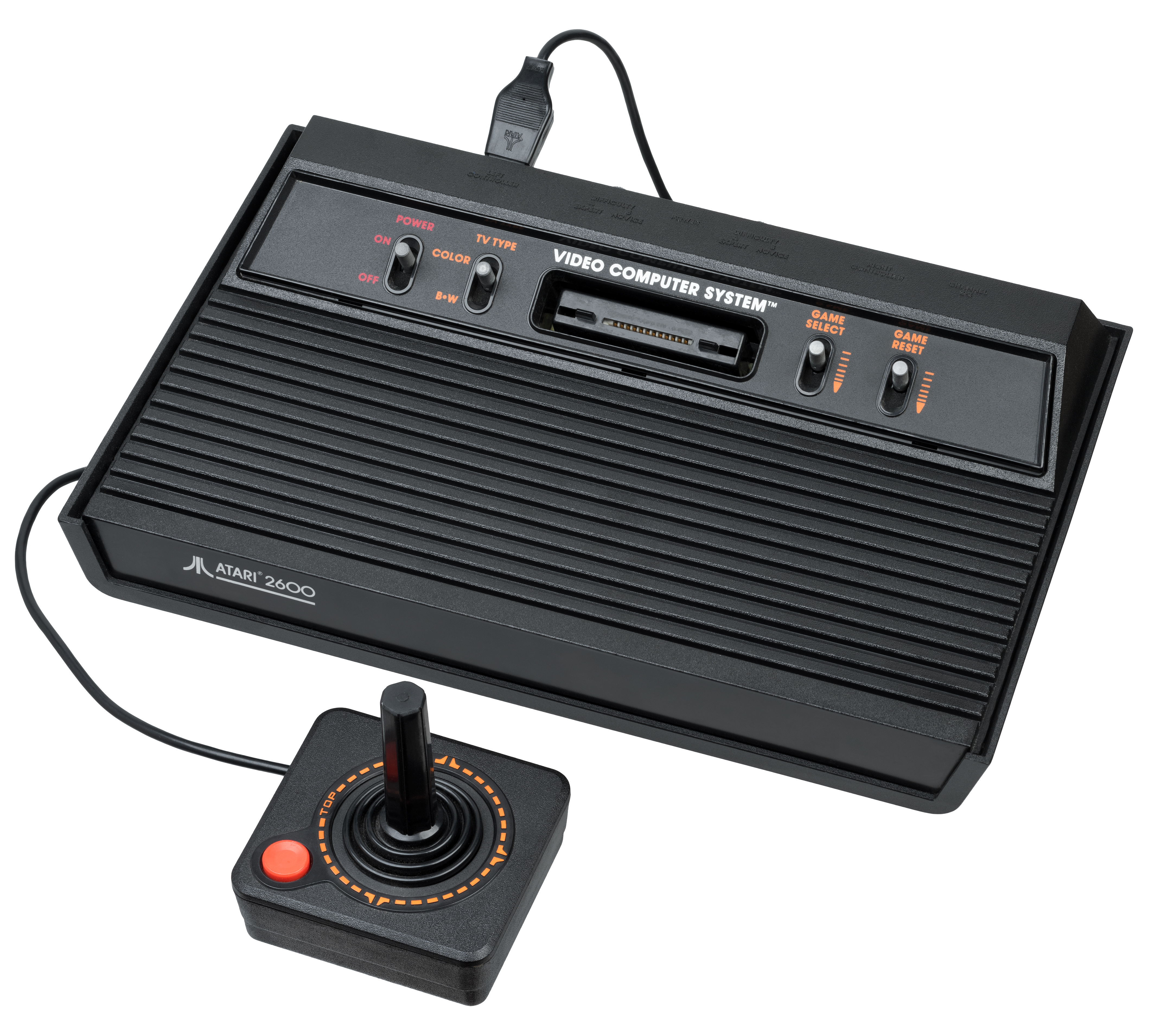
Consoles e cartuchos do Atari 2600 estariam entre o material descartado no enterro

A tendência da Atari de portabilizar seus jogos de arcade para o mercado de consoles caseiros deu origem a alguns de seus jogos mais populares, como Asteroids, Space Invaders e Pac-Man. Quando este último foi oficialmente convertido para o Atari 2600, a empresa tinha confiança de que as vendas seriam altas, fabricando 12 milhões de cartuchos – apesar de ter vendido até então apenas 10 milhões de consoles 2600. Acreditava-se que o jogo seria bem-sucedido o bastante não só para lucrar um valor estimado de 500 milhões de dólares, mas também para alavancar as vendas do próprio console em diversos milhões. O produto final lançado em março de 1982, no entanto, foi massacrado pela crítica em razão de sua jogabilidade pobre, e mesmo tendo se tornado o título mais vendido do console após a remessa de 7 milhões de unidades, deixou a Atari com mais de 5 milhões de cartuchos não comercializados – problema ampliado pela alta taxa de consumidores devolvendo o jogo para reembolso.
Além dos transtornos causados pelas vendas decepcionantes de Pac-Man, a Atari também enfrentava sérias dificuldades decorrentes de sua adaptação do filme E.T. the Extra-Terrestrial. O jogo, também chamado E.T. the Extra-Terrestrial, foi resultado de um acordo firmado entre a Warner Communications e Steven Spielberg. O conceito de um jogo eletrônico baseado em um filme era inédito na época; a Warner teria pago de 20 a 25 milhões de dólares pelos direitos, valor também fora dos padrões para um licenciamento do tipo. A Atari fabricou mais de 5 milhões de cartuchos do jogo, dos quais apenas 1,5 milhão havia sido vendido quando de seu lançamento em dezembro de 1982. Ele acabou duramente criticado, passando a ser considerado um dos piores já feitos. Em 1983, a revista Billboard noticiou que o alto número de cartuchos encalhados de E.T. the Extra-Terrestrial, juntamente com um acirramento na competitividade, levou os lojistas a exigirem dos fabricantes de jogos eletrônicos a criação de uma política oficial de devolução.
O fracasso desses títulos foi amplificado pelas práticas comerciais da Atari em 1981. Confiante no aumento das vendas, a empresa havia dito a seus distribuidores que fizessem suas encomendas de 1982 de uma só vez. As vendas de jogos eletrônicos em 1982, no entanto, diminuiu, e os distribuidores que encomendaram em massa na expectativa de uma alta de mercado tiveram como única alternativa a devolução de grandes quantidades de encalhe para a Atari. Como resultado, a empresa se viu em posse de milhões de cartuchos essencialmente inúteis, sem a menor possibilidade de voltar a comercializá-los.

## O enterro

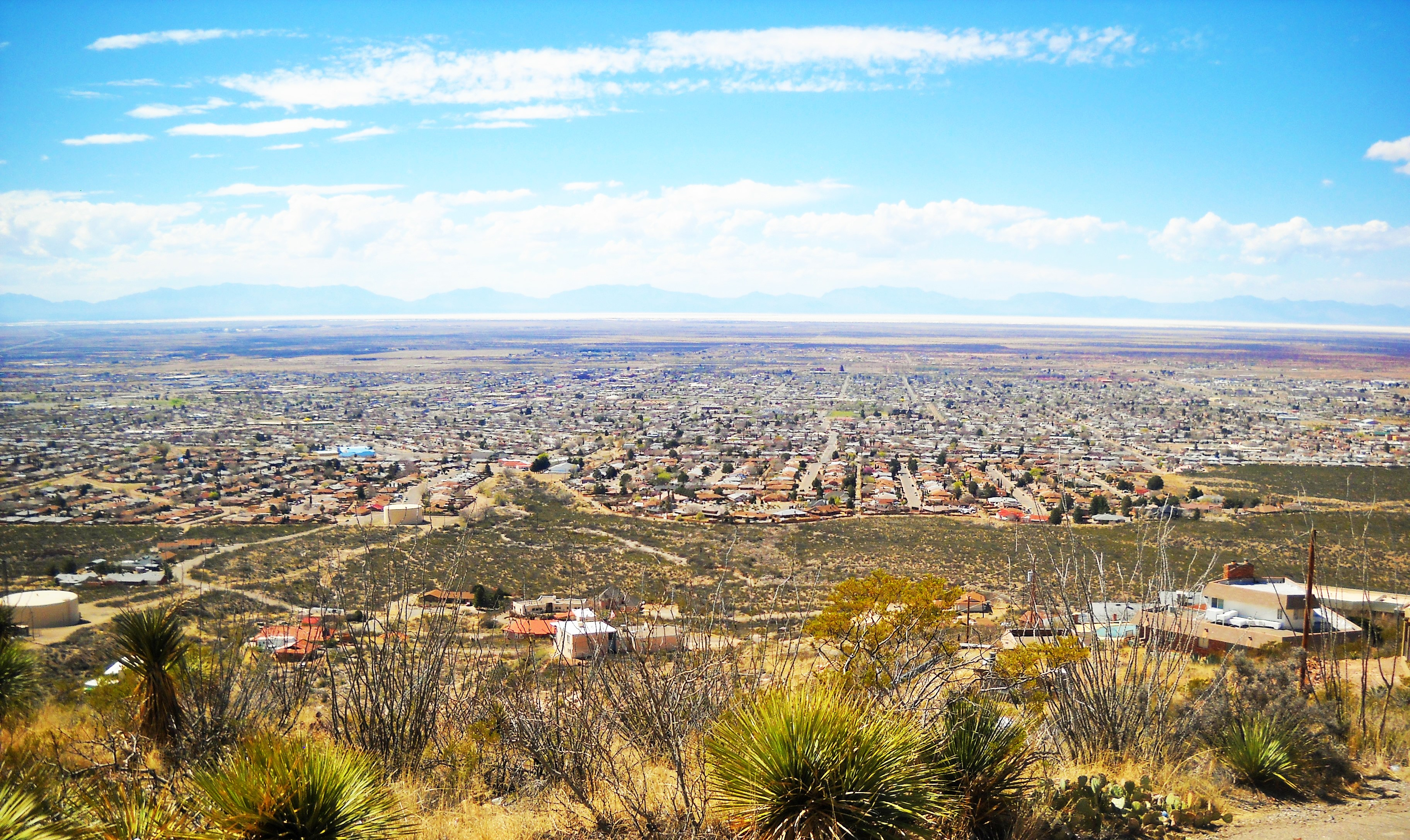
Cidade de Alamogordo, no estado do Novo México.

Em setembro de 1983, o jornal Alamogordo Daily News de Alamogordo, no estado do Novo México (Estados Unidos), noticiou em uma série de reportagens que entre 10 e 20 semirreboques transportando caixas, cartuchos e sistemas da Atari vindos de um depósito em El Paso, Texas haviam descarregado no aterro sanitário municipal, com o material sendo compactado e enterrado no local. Aquela era a primeira transação da empresa com o aterro, escolhido por comprimir e enterrar seu lixo à noite e por não permitir a entrada de catadores. A Atari declarou que o motivo do descarte era por estar mudando seus jogos do Atari 2600 para o Atari 5200, mas isso foi posteriormente negado por um funcionário que não quis se identificar. Outro representante da empresa, Bruce Enten, afirmou que a Atari estava mandando para o lixão em Alamogordo apenas material com defeito e devolvido, formado em grande parte por "coisas sem conserto".
Em 27 de setembro de 1983, a agência de notícias United Press International divulgou que "pessoas supervisionando a operação disseram que ela inclui cartuchos de jogos eletrônicos populares, como E.T., Pac-Man e Ms. Pac-Man, consoles usados para transmitir os jogos em aparelhos de televisão e computadores pessoais de alto custo". No dia seguinte, a agência Knight Ridder noticiou que jovens locais estavam remexendo no lixo, descrevendo como "crianças nesta cidade de 25 000 começaram a saquear o túmulo da Atari, saindo com cartuchos de jogos como E.T., Raiders of the Lost Ark, Defender e Bezerk".
Em 28 de setembro de 1983, a história ganhou cobertura do The New York Times. Um representante da Atari confirmou o fato ao jornal, afirmando que o inventário descartado vinha da fábrica em El Paso, que estava sendo fechada e convertida em um centro de reciclagem. A reportagem do Times não mencionou a destruição de nenhum título específico, mas reportagens posteriores geralmente ligam a história do enterro com o célebre fracasso de E.T. the Extra-Terrestrial. O Alamogordo News chegou a usar a manchete "City to Atari: 'E.T.' trash go home" ("Cidade para Atari: Vá pra casa lixo do 'E.T.'") parecendo sugerir que alguns dos cartuchos pertenciam ao jogo E.T., mas a matéria prossegue dizendo que E.T. significa "extra-territorial", não mencionando o jogo nenhuma vez.
A partir de 29 de setembro de 1983, uma camada de concreto passou a ser aplicada por cima do material compactado, uma ocorrência rara no descarte de resíduos. Um funcionário anônimo declarou que a razão daquilo era que havia animais mortos em meio ao entulho, alegando que "não gostaríamos que nenhuma criança se machucasse mexendo no lixo". No final das contas, a cidade começou a protestar contra o despejo feito pela Atari, com um comissário declarando que a região não queria se tornar "um depósito de lixo industrial para El Paso". O gerente do aterro ordenou o fim dos trabalhos pouco depois. Devido à impopularidade do caso, Alamogordo aprovou mais tarde uma lei emergencial e criou uma força-tarefa de emergência para limitar a flexibilidade futura do responsável pela coleta de lixo em firmar contratos para o aterro com fins meramente financeiros. O então prefeito da cidade, Henry Pacelli, comentou que a cidade "não gostaria de ver algo assim acontecer novamente".

## Consequências
Todos esses fatores levaram à ampla especulação de que grande parte das 3,5 milhões de cópias encalhadas de E.T. the Extra-Terrestrial tenham acabado compactadas, enterradas e cobertas de concreto. Divulgou-se também que protótipos do sistema de controle Atari Mindlink teriam sido descartados no aterro, o que serviu apenas para inflamar ainda mais os boatos, uma vez que os protótipos na verdade se encontram com Curt Vendel, dono do Museu do Atari.
As informações conflitantes em torno do enterro levaram à afirmações de que ele seria uma lenda urbana, o que por sua vez levou a um grau de ceticismo em relação à veracidade das próprias reportagens sobre o descarte, e também da relevância de confluir o evento com a posterior queda da indústria de jogos eletrônicos. Em outubro de 2004, Howard Scott Warshaw, o programador responsável pelo jogo E.T. the Extra-Terrestrial, expressou dúvidas de que a destruição de milhões de cópias do jogo tenha ocorrido. Warshaw declarou ainda que o colapso da Atari foi mais resultado de suas práticas comerciais do que culpa do fracasso de jogos específicos. Essa última opinião é compartilhada por Travis Fahs do IGN, que acredita que os problemas da Atari, incluindo seu imenso excedente de estoque não comercializado, surgiram da superestimação da sustentabilidade das vendas do Atari 2600, ao invés de ser consequência da qualidade de determinados jogos. Escrevendo para o Pacific Historical Review, John Wills também descreveu o enterro como uma lenda urbana, definindo-o como "amplamente conhecido, mas raramente fundamentado". Wills acredita que a localização do enterro na psique coletiva – sua proximidade com os locais da Experiência Trinity e do Caso Roswell – tenha ajudado na popularidade da história.
O incidente também tornou-se de certo modo um símbolo cultural representante do crache norte-americano dos jogos eletrônicos de 1983, sendo frequentemente citado como uma história admonitória sobre os perigos de práticas comerciais infelizes, apesar das insinuações de que o enterro tenha permitido que a empresa cortasse o material de seu inventário e conseguisse um relaxamento de impostos. O impacto da história a levou a ser citada na cultura popular em diversas ocasiões, como no videoclipe da canção "When I Wake Up" da banda Wintergreen, no romance Lucky Wander Boy de D. B. Weiss, e no filme Angry Video Game Nerd: The Movie.

## Escavação

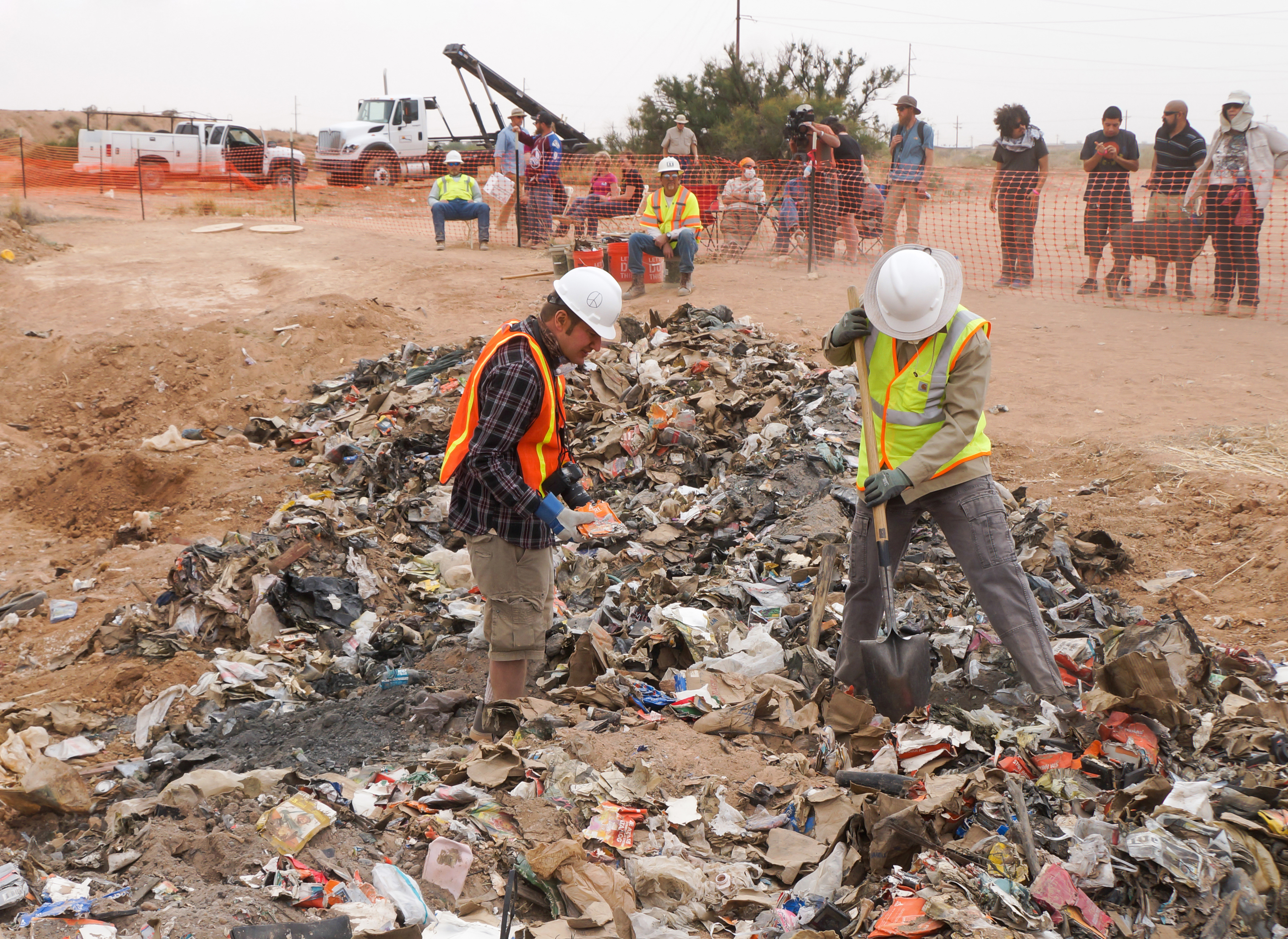
Escavação em 2014.

Em 28 de maio de 2013, a Comissão Municipal de Alamogordo concedeu à empresa de entretenimento canadense Fuel Industries uma licença de seis meses para explorar o aterro sanitário e filmar um documentário sobre os acontecimentos de 1983, além de realizar uma escavação em busca do material descartado pela Atari. Na segunda quinzena de abril de 2014, foi confirmado que a Atari realmente enterrou os cartuchos. Na escavação, foram encontrados exemplares dos jogos E.T., Space Invaders e Centipede. Todo o trabalho de escavação foi registrado para ser lançado como documentário da Microsoft, a ser lançado no ano de 2014 no Xbox One e Xbox 360, com o título "Atari: Game Over" produzido pela Lightbox, uma companhia britânica-americana. A escavação foi interrompida brevemente por uma reclamação do Departamento Ambiental do Novo México, citando riscos em potencial, mas os problemas foram resolvidos em Abril de 2014, e a escavação foi continuada.